# Тим Маккорд
Тим Маккорд (на английски: Tim McCord) е бас китарист на Еванесънс. Става част от групата, като замества Уил Бойд (Will Boyd), който напуска в средата на 2006 г. Преди това Тим е свирил на китара в групата The Revolution Smile от 2000 до 2004 г.

## Участие в групи
- Rings of Saturn – ? (?-?)
- Double Think – китарист (?-?)
- The Revolution Smile – китара (2000–2004)
- Quitter – бас китара, клавиши (2001–2004)
- The Snobs – китара (2005–2008)
- Еванесънс – бас китара (2006–настояще)

## Дискография
- Above the Noise (2003)
- Evanescence (2011)